# 西南农场 (佛罗里达州)
西南农场（英語：Southwest Ranches），是美国佛罗里达州布勞沃德縣下属的一座城镇。建立于2000年。面积约为33.7平方公里（约合13平方英里）。根据2010年美国人口普查，该市有人口7,345人。论人口在本州排行第179。